# Pastor Maldonado

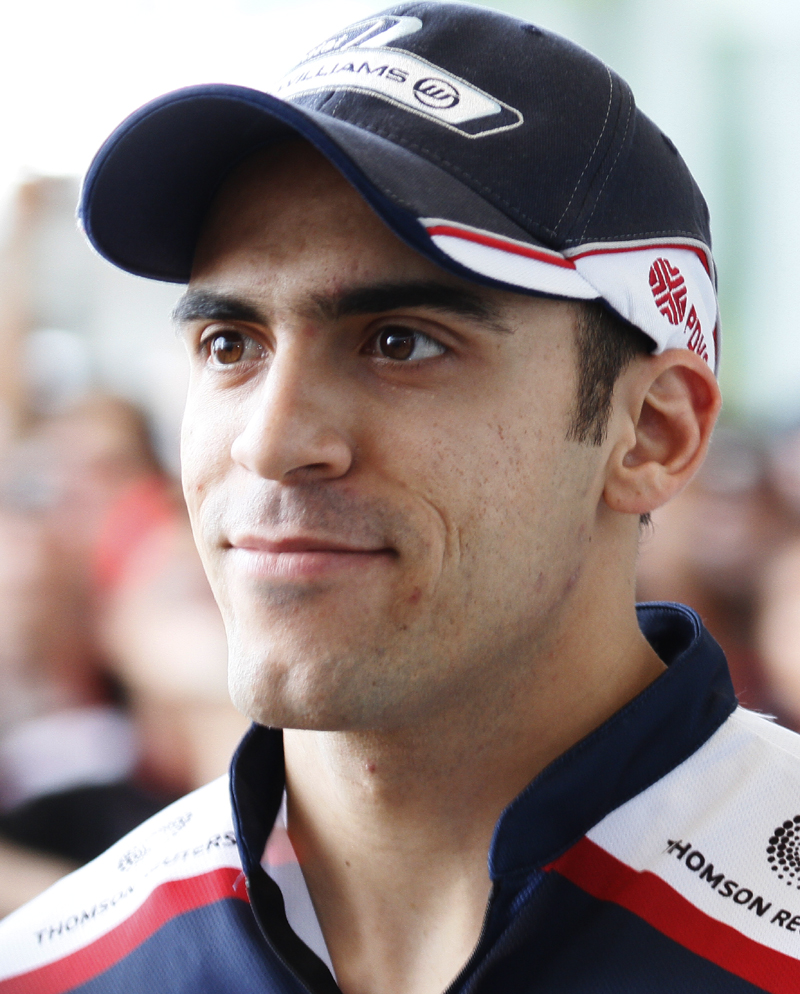
Pastor Maldonado al GP de Malàisia'2011

Pastor Rafael Maldonado Motta (Maracay, 9 de març de 1985) és un pilot de carreres veneçolà. Actualment (any 2014) competeix en la Temporada 2014 de Fórmula 1 amb l'escuderia Lotus F1 Team.
Té el rècord de major nombre de victòries en una mateixa temporada amb 6 en la GP2 Sèries, superant a pilots com Lewis Hamilton, Nico Rosberg, Timo Glock i Nico Hülkenberg. Es va coronar campió de la GP2 Sèries en el Circuit de Monza, mancant dues dates per finalitzar la temporada, després de 4 anys en aquesta categoria.

## Trajectòria

### Inicis
Debuta en el karting l'any 1993 però el seu salt a l'automobilisme de grans competicions va ser en Fórmula A en l'any 2000 acabant onzè en el campionat a nivell mundial.
El 2003 ingressa en el campionat de Fórmula Renault d'Itàlia com a pilot de l'equip Cram Competition quedant en el setè lloc al final del campionat. En aquesta temporada va aconseguir una pole position i arribar en tres oportunitats al pòdium.
Per a l'any 2004 va participar en Fórmula Renault Itàlia novament i en Fórmula Renault Europa, a Itàlia es titularia campió en aconseguir vuit victòries i sis pole position, mentre que en el campionat europeu acabaria vuitè després d'aconseguir dues victòries.

### F3000 italiana
L'any 2005 participa en l'equip Sighinolfi Acte Racing de la Fórmula 3000 italiana on aconseguiria en una oportunitat el primer lloc en una carrera acabant novè al final del campionat.

### World Sèries by Renault
El 2005, Maldonado ingressa en World Sèries by Renault amb l'equip DAMS, obtenint resultats regulars; però para 2006 la seva actuació en la WSR va millorar després de ser fitxat per l'equip Draco Racing. obtenint el tercer lloc del campionat d'aquest any.
En aquest últim any va estar marcat per la controvèrsia, ja que Maldonado va poder haver-se titulat campió de la WSR tan bon punt li anessin descomptats 16 punts. (victòria i volta ràpida) en el circuit de Misano-Itàlia, ja que el suec Alx Danielsson va acabar la cursa amb 105 punts i Maldonado amb 98 punts.

### GP2 Sèries
Ascendeix a la GP2 Sèries per la temporada 2007 en l'equip italià Trident Racing participant en l'acte 12, obté una victòria en Mònaco. Paral·lelament, el pilot de Maracay va realitzar sis proves en Fórmula 1 per obtenir la Súper Llicència i esperar la seva confirmació com a pilot de la F1.
A la temporada 2008, el veneçolà signa amb Piquet Sports, compartint equip al costat de Andreas Zuber. Maldonado va aconseguir acabar en un bon 5è lloc en la classificació final.
A la Temporada 2009, Maldonado va participar amb l'equip ART Grand Prix sent company de Nico Hülkenberg, qui es va alçar amb el campionat. Pastor va acabar sisè amb 36 punts, i en 2010, va passar a les files del Rapax Team, amb el qual aconsegueix el campionat amb un clar avantatge davant el seu més proper seguidor el mexicà Sergio Pérez.

### Fórmula 1

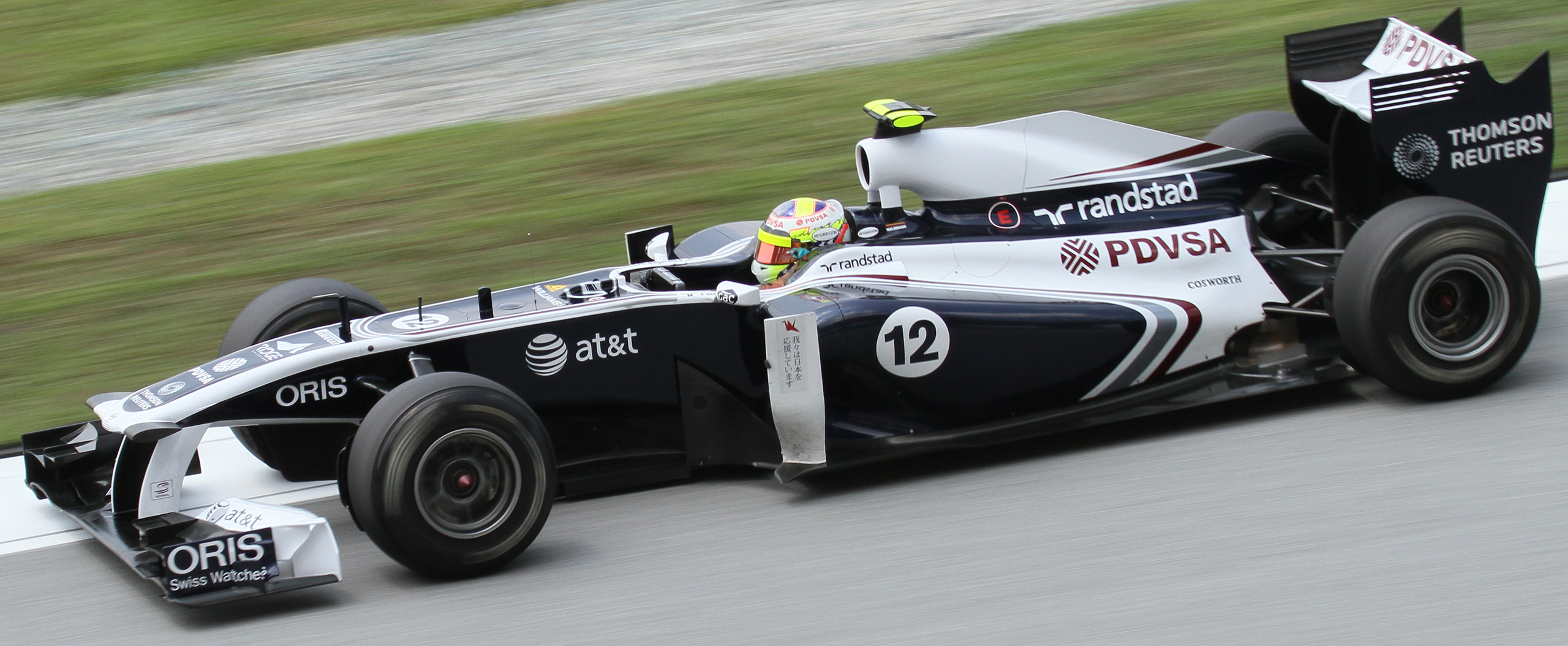
Maldonado amb el Williams a Malàisia'2011

Pastor va tenir converses amb certs equips de la Fórmula 1, guanyar la GP2, àdhuc trigant més que la resta de pilots que ja es troben en la Fórmula 1, i el gran suport dels patrocinadors li van donar molts nombres per donar el salt a la màxima categoria. L'1 de desembre de 2010, es va confirmar la seva participació amb l'escuderia Williams F1 de Frank Williams. Maldonado reemplaça a Nico Hülkenberg pel 2011.
No obstant això, el cotxe ja no és de la talla dels equips mitjans, i Pastor té un començament fatal al no aconseguir acabar les 2 primeres carreres. Però a la Xina i en Turquia el monoplaça millora alguna cosa i Pastor només aconsegueix acabar la carrera. A Espanya, Pastor aconsegueix per primera vegada ficar el cotxe en el top-tingues en entrar 9°, però en la carrera, va perdre posicions al començament i al final va tenir un incident amb Sébastien Buemi, però va arribar a acabar la carrera 15°. A Mònaco una altra vegada es fica en el top-tingues en classificar-se 9° després d'una sanció a Lewis Hamilton, i en la caòtica carrera, fa un gran paper en rodar en els punts, però faltant 5 voltes per al final, Hamilton se li fica per dins en la primera corba per avançar-ho i finalment l'anglès col·lideix amb Pastor, fent-li xocar contra les proteccions i acabant la gran carrera del pilot veneçolà. A GP del Canadà, Pastor va aconseguir rodar algunes voltes en els punts, però mancant 9 voltes, va donar una virolla i va abandonar. A València, en la Q2, sofreix un problema elèctric que li fa sortir per a la carrera 15°, i en la carrera, perd posicions al començament i només va poder arribar en el lloc 18°.
A Silverstone, aconsegueix el seu millor resultat classificatori en arribar 7°. Però en carrera, torna a sofrir un altre problema al començament i en els pits gairebé xoca amb Kamui Kobayashi. Finalment Pastor va acabar 14°, fins ara aconseguint el seu millor resultat en carrera. A Alemanya torna a repetir el 14°. A Hongria, va acabar 16°. A Bèlgica, classifica 16°, però un incident amb Lewis Hamilton li porta a una penalització de 5 llocs, que ho porta al lloc 21°. L'endemà, fa una gran carrera i aconsegueix acabar 10°, sumant el seu primer punt en la Fórmula 1. A Itàlia, es classifica 14°i en carrera, després d'un incident en la sortida, remunta fins al lloc 7°, però després del seu primer repostaje, el cotxe sofreix estranys problemes, cosa que Maldonado comença a perdre posicions i a la final, va acabar 11°. A Singapur torna una altra vegada a fregar els punts (11°). A Suzuka té un cap de setmana molt difícil i acaba 14°.

#### Resultats complets en la Fórmula 1
- Les carreres en negreta indiquen pole position; les carreres en cursiva, volta ràpida.

| Any  | Escuderia | 1       | 2       | 3       | 4       | 5      | 6       | 7       | 8       | 9      | 10     | 11     | 12      | 13     | 14      | 15     | 16     | 17      | 18      | 19      | 20      | Posició | Punts |
| ---- | --------- | ------- | ------- | ------- | ------- | ------ | ------- | ------- | ------- | ------ | ------ | ------ | ------- | ------ | ------- | ------ | ------ | ------- | ------- | ------- | ------- | ------- | ----- |
| 2011 | Williams  | BHR -   | AUS Ret | MAL Ret | XIN 18  | TUR 17 | ESP 15  | MON 18? | CAN Ret | EUR 18 | GBR 14 | ALE 14 | HON 16  | BEL 10 | ITA 11  | SIN 11 | JAP 14 | COR Ret | IND Ret | ABU 14  | BRA Ret | 19è     | 1     |
| 2012 | Williams  | AUS 13  | MAL 19  | CHN 8   | BAH Ret | ESP 1  | MON Ret | CAN 13  | EUR 12  | GBR 16 | GER 15 | HUN 13 | BEL Ret | ITA 11 | SIN Ret | JPN 8  | COR 14 | IND 16  | ABU 5   | USA 9   | BRA Ret | 15è     | 45    |
| 2013 | Williams  | AUS Ret | MAL Ret | CHN 14  | BAH 11  | ESP 14 | MON Ret | CAN 16  | GBR 11  | GER 15 | HUN 10 | BEL 17 | ITA 14  | SIN 11 | COR 13  | JPN 16 | IND 12 | ABU 11  | USA 17  | BRA 16  |         | 18è     | 1     |
| 2014 | Lotus     | AUS Ret | MAL Ret | BAH 14  | CHN 14  | ESP 15 | MON Ret | CAN Ret | AUT 12  | GBR 17 | GER 12 | HUN 13 | BEL Ret | ITA 14 | SIN 12  | JPN 16 | RUS 18 | USA 9   | BRA 12  | ABU Ret |         | 16è     | 2     |